# عبد العزيز أحنفوف
عبد العزيز أحنفوف؛ مواليد 14 يناير 1978 في ألمانيا الغربية، هو لاعب كرة قدم مغربي دولي سابق كان يلعب كمهاجم. بدأ مسيرته الرياضية عام 1997. ترجع أصوله إلى منطقة الحسيمة في الريف.

## روابط خارجية
- عبد العزيز أحنفوف على موقع قاعدة بيانات كرة القدم.إي يو (الإنجليزية)
- عبد العزيز أحنفوف على موقع بيانات كرة القدم. دي إي (الألمانية)
- عبد العزيز أحنفوف على موقع ناشيونال فوتبول تيمز (الإنجليزية)
- عبد العزيز أحنفوف على موقع Soccerway.com (الإنجليزية)
- عبد العزيز أحنفوف على موقع عالم كرة القدم.نت (الإنجليزية)